# Sony Ericsson K310
El Sony Ericsson K310, lanzado en el 2006, es un teléfono celular producido por Sony Ericsson.
Es un teléfono de gama media que contiene todas las prestaciones de su predecesor K300, con mejoras en capacidad y con un nuevo diseño y pantalla.
Posee una cámara tipo VGA, e incluye el programa Face Warp, que permite la deformación de las fotos.

## Mensajería
El teléfono puede enviar y recibir los siguientes tipos de mensaje:
- Correo electrónico
- SMS (Mensaje de texto)
- MMS (Mensaje multimedia)

## Diseño
El K310 es un teléfono estilo candybar que pesa 82 gramos, con una pantalla UBC con 65,536 colores donde se muestra toda la información del teléfono. Es controlado a través de un joystick con 4 ejes y dos botones de selección en cada lado. A la izquierda hay un botón de acceso rápido a la cámara, y en la derecha un botón para acceder a accesos directos (con función de llamadas recientes, atajos a aplicaciones y sitios web favoritos, activar o desactivar el puerto infrarrojo...). En la parte superior hay puerto infrarrojo y a un lado de este el botón de encendido/apagado. En la parte trasera se localizan la cámara digital de 640x480 píxeles y el altavoz.

## Especificaciones

### Imagen
- 640x480 pixeles, VGA
- 4 tamaños
  - Pequeño: 160x120
  - Mediano: 320x240
  - Grande: 640x480
- Zoom digital 4x en tamaño pequeño y 2x en mediano
- Grabación de vídeo de 176x144 pixeles con 2x zoom y 128x96 con 4x zoom

### Redes
- K310a:
  - GSM 850, GSM 1800, GSM 1900
- K310c:
  - GSM 900, GSM 1800, GSM 1900
- K310i:
  - GSM 900, GSM 1800, GSM 1900

### Entretenimiento
- Reproductor multimedia
- Formatos aceptados: MP3, AMR, AAC (LC), 3GP, MIDI, IMY, EMY, WAV (16 kHz), 3GPP
- MusicDJ y PhotoDJ
- Transmisión de audio/vídeo
- Juegos 3D y aplicaciones Java

### Internet
- Navegador HTML, WAP
- Descargas
- Lector RSS
- Correo electrónico ( POP3 e IMAP4), con push E-mail disponible para IMAP4.

### Conectividad
- IrDA
- GPRS
- USB - Sincronización o dispositivo de almacenamiento masivo vía conector FastPort
- Infrarrojos

### Almacenamiento
- Memoria del Teléfono: 15 MB como gestor de archivos, más 3 MB para uso de aplicaciones

### Dimensiones
- 101 x 44 x 17 mm

### Pantalla
- 1.8 pulgadas UBC (Ultra Bright Color)
- 65,536 colores

## Variantes
- K310a: GSM 850, GSM 1800, GSM 1900
- K310c: GSM 900, GSM 1800, GSM 1900
- K310i: GSM 900, GSM 1800, GSM 1900
- K320: Igual que el K310 pero con Bluetooth y es 1 mm más ancho.
- W200a: Versión WALKMAN de este modelo con memoria interna de 29 MB, lector de tarjetas M2 de hasta 1GB, radio FM, y opción de visualizar imágenes con zoom.
- K510: Sucesor de este modelo, con cámara de 1.3 megapíxeles, mejoras en la pantalla con 256,000 colores disponibles, y Bluetooth, además de poseer 28 MB.